# Abhandlungen der Geologischen Bundesanstalt, Wien
Abhandlungen der Geologischen Bundesanstalt, Wien, (abreujat Abh. Geol. Bundesanst. Wien), és una revista amb il·lustracions i descripcions botàniques que és editada a Viena des de 1925 fins ara. Va ser precedida per Abhandlungen der Kaiserlich-königlichen Geologischen Reichanstalt